# Придворен съвет
Имперски придворен съвет (на немски: Reichshofrat) е един от основните съдебно-административни органи в управленската система на Свещената Римска империя през 16-18 век, изпълняващ функцията на върховен касационен съд, определен пряко от императора. Той се е формирал между 1519 г. и 1559 г. Имперският придворен съвет бил съдебна палата, занимаваща се предимно с дела от всеимперско значение. С края на Свещената Римска империя настъпва и краят на имперския придворен съвет.
Членовете или функционерите били наричани „придворен съветник“, от 1765 г. особено в австийската администрация (част от империята).
Паралелно е съществувал и „Таен съвет“ – неговата основна задача била обаче да съветва императора по политически въпроси.
Съществувал е също така и „Императорски съвет“ – вероятно преди всички почетна титла, присъждана на опеределни лично от императора лица, давайки им достъп до двореца.
Всяка от тия три титли успява да преодолее разпада на Свещената Римска империя през 1806 г. и е била използвани по-нататък в новосъздадената Австрийската империя, но само титлата „придворен съветник“ преодолява разпада на по-късната Австро-унгарска монархия през 1918 г. и продължава да се използва дори след кркая на монархията и на имперския двор в днешната Република Австрия. Титлата обозначава или официален чиновнически пост (чиновническа длъжност) на чиновници по висшите етажи на йерархията във федералната или провинциалната администрация, или почетна професионална титла, присъдена от федералния президент като признание за професионалните заслуги на някого (почетна титла), или като титла на съдии от Върховния съд и Висшия административен съд.
Аналогични органи съществуват в и някои други германоезични държави. Например, Йохан Волфганг фон Гьоте е бил министър и таен съветник в херъогство Саксония-Ваймар-Айзенах (днешна Германия), а Фридрих Шилер бил произведен в чин на придворен съветник в херцогство Саксония-Майнинген (също в днешна Германия).
|  | Тази страница частично или изцяло представлява превод на страницата Hofrat в Уикипедия на немски. Оригиналният текст, както и този превод, са защитени от Лиценза „Криейтив Комънс – Признание – Споделяне на споделеното“, а за съдържание, създадено преди юни 2009 година – от Лиценза за свободна документация на ГНУ. Прегледайте историята на редакциите на оригиналната страница, както и на преводната страница, за да видите списъка на съавторите. ВАЖНО: Този шаблон се отнася единствено до авторските права върху съдържанието на статията. Добавянето му не отменя изискването да се посочват конкретни източници на твърденията, които да бъдат благонадеждни. |